# Macarena Aguiló
Macarena Aguiló (1971) és una productora de cinema xilena.
Va estudiar comunicació audiovisual a l'Instituto Profesional Arcos de Santiago de Chile. Des de 1997 treballa com a directora de fotografia per a produccions televisives així com pel·lícules per a televisió. El 2003 decideix treballar en un documental que narra la seva infància: així neix el documental El edificio de los chilenos, que és el seu primer documental pel qual obté diversos reconeixements en molts festivals a Amèrica Llatina i Europa. El 2011 va ser nominada al Premi Altazor en la categoria Direcció de Cinema.

## Filmografia
- El edificio de los chilenos 2010, opera prima d'Aguiló, aquest documental narra l'estada a Cuba cap a principi dels 80 d'un grup de nens, fills de militants del MIR que van participar en el Proyecto Hogares.[3] El MIR va crear aquest projecte amb l'objectiu que els pares militants deixessin als seus fills en un lloc segur, mentre ells tornaven a Xile per a combatre la dictadura. El Proyecto Hogares es va beneficiar de la solidaritat del govern cubà que va acollir a molts nens de diferents països com Angola, Rússia o l'Argentina. Els nens xilens que es van beneficiar del projecte Solidaritat amb Xile van viure en un edifici a la ciutat d'Alamar, anomenat pels veïns l'edifici dels xilens, d'on pren el nom el documental de Macarena Aguiló, que conta la seva pròpia experiència i la d'altres nois xilens que van participar al Proyecto Hogares.